# Mjøndalen
Mjøndalen é uma cidade na municipalidade de Nedre Eiker, parte do condado de Buskerud, na Noruega. É situada ao sul do rio Drammenselva. Mjøndalen tem uma rivalidade com as comunidades vizinhas Solbergelva e especialmente Krokstadelva. A rivalidade é maior nos esportes tais como futebol e esqui de cross country.